# Costica Mersoiu
Pas d'image ? Cliquez ici

a Compétitions nationales et continentales officielles uniquement.

b Matchs officiels uniquement.
Dernière mise à jour le 21 janvier 2024.
Costica Mersoiu, né le 30 octobre 1977 à Focșani, est un joueur de rugby à XV roumain. Il joue avec l'équipe de Roumanie entre 2000 et 2009, évoluant au poste de troisième ligne.

## Palmarès
- 39 sélections avec la Roumanie
- 1er test match le 6 février 2000 contre le Maroc.